# Willem Witjens

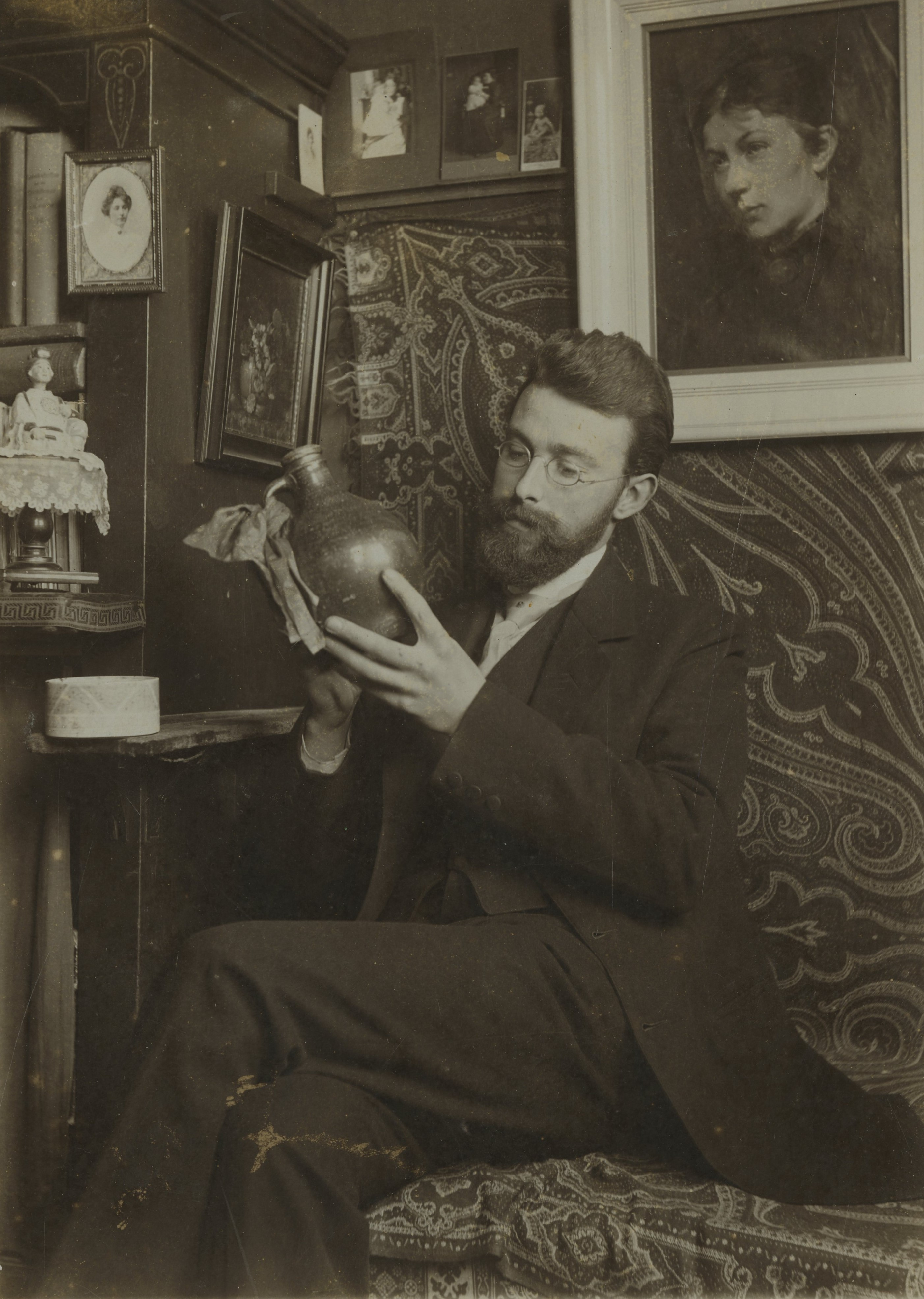
Willem Witjens (1913)

Jan Willem Hendrick Witjens (Den Haag, 8 november 1884 - Bern, 14 februari 1962) was een Nederlandse kunstschilder, aquarellist en graficus. Zijn oeuvre omvat landschappen, stillevens en stadsgezichten.

## Biografie
Witjens volgde avondcursussen aan de Koninklijke Academie van Beeldende Kunsten. Hij was lid van meerdere kunstenaarsverenigingen, waaronder Pulchri Studio, Arti et Amicitiae en Vereeniging Sint Lucas. 
In 1941 vestigde Willem Witjens zich in Bern. Tijdens de oorlogsjaren bood Witjens samen met zijn vrouw onderdak aan twee joodse meisjes. Als erkenning voor deze daad werden Witjens en zijn vrouw, Jeanne Marie Claudine Sijthoff, postuum geëerd met de onderscheiding Rechtvaardige onder de Volkeren in 1982. Nadat hun huis in de laatste oorlogsjaren verwoest werd, besloot hij het vanaf 1945 volledig te herbouwen. Hier zou hij tot aan zijn overlijden in 1962 blijven wonen en werken.
- Biografisch Portaal: 54982581
- International Standard Name Identifier: 0000 0000 6792 6431
- Nederlandse Thesaurus van Auteursnamen: 310199395
- RKD-Nederlands Instituut voor Kunstgeschiedenis: 85150
- Union List of Artist Names: 500070394
- Virtual International Authority File: 282269437